# 한국여성정치네트워크
한국여성정치네트워크(한여넷, Korea Network of Organized Women)는 대한민국의 여성주의 활동 단체이다.

## 개요
2020년 박원순 성폭력 사건의 피해자 지원을 진행하던 이들이 설립한 단체로, 성평등한 민주주의와 여성의 정치 참여 확대를 위한 현안대응, 피해자 연대 및 지원, 여성정치 인식개선 활동, 여성정치인 양성, 정책 제안 및 연구를 진행한다.

## 연혁
- 2020년 창립(신지예 대표 취임)
- 2020년 박원순 성폭력 사건 피해자 지원
- 2021년 4월 서울특별시장 재보궐선거 출마를 위한 팀서울에 참가(신지예 후보 및 부시장단)
- 2021년 우리동네 조례만들기 교육 진행
- 2021년 기후위기 대응하는 페미니스트 정치행동 교육 진행
- 2022년 이선희 대표 취임
- 2022년 페미니즘 정치학교 페미스쿨, 페미액션스쿨 교육 진행

## 주요 기자회견(2021년 이후)
- 2021년 1월 7일: 박원순 성폭력 사건 재수사 및 수사 내용 공구 촉개 기자회견
- 2021년 1월 13일: 박원순과 더불어민주당 성폭력 카르텔 고발 기자회견
- 2021년 1월 15일: 박원순 업무폰 불법명의변경 사태 관련 긴급 기자회견
- 2021년 1월 21일: 진혜원 검사 징계 요구 진정서 제출 기자회견(남인순 의원실 항의방문)
- 2021년 1월 25일: 국가인권위원회의 박원순 성폭력 사건 관련 권고 처분 촉구 기자회견
- 2021년 1월 29일: 박원순 업무폰 불법명의변경 및 공금유용실태 감사청구서 제출 기자회견
- 2021년 2월 15일: 우상호 예비후보의 2차 가해 규탄 기자회견
- 2021년 2월 18일: 박원순 성폭력 사건 2차 가해자인 오성규 임명 반대 기자회견
- 2021년 2월 26일: 박원순 업무폰 정보공개청구 답변 관련 사과 및 해명 촉구 기자회견
- 2021년 3월 18일: 박원순 성폭력 사건 2차 가해 규탄 기자회견
- 2021년 4월 4일: 박영선 후보의 긴급토론회 중 2차 가해 규탄 기자회견
- 2021년 5월 14일: 박원순 성폭력 사건 서울시 감사 촉구 기자회견[1]
- 2021년 7월 9일: 국민의힘 여성가족부 폐지 공약 규탄 기자회견
- 2021년 10월 27일: 이운웅 부부강간 사건 불기소 규탄 기자회견

## 같이 보기
- 한국여성재단
- 한국여성민우회
- 한국여성의전화